# Titularbistum Ascalon
Ascalon (lat. adj.: Ascalonitanus, Ascalonensis, abgek. Ascalonen.) ist ein Titularbistum der römisch-katholischen Kirche. Es geht zurück auf einen spätrömisch-byzantinischen Bischofssitz in Askalon (heute Aschkelon, Israel). Zur Zeit des Lateinischen Königreichs Jerusalem wurde zweimal, (1100 und 1153) ein lateinisches Bistum in Askalon gegründet, das jedoch beide Male nach wenigen Jahren mit dem Bistum Bethlehem vereinigt wurde. Ab dem 14. Jahrhundert wurde der Titel eines Bischofs von Ascalon wieder vergeben, zumeist an Weihbischöfe deutscher Diözesen vergeben.
| Titularbischöfe von Ascalon                                                       | |                                                                   |                                             |
| Name                                                                              | Amt/Ämter/Bemerkungen | von                                                               | bis                                         |
| Donatus                                                                           | episcopus Ascalonensis | 1327                                                              |                                             |
| Alexius                                                                           | | 1375                                                              |                                             |
| Hermannus                                                                         | |                                                                   | † 1391                                      |
| Matthaeus de Frankenberg                                                          | OESA | 26. April 1391                                                    |                                             |
| Wilhelm(us)/Guilelmus                                                             | episcopus Ascalonensis, 1410 Weihbischof in Mainz, 1416 Weihbischof von Trier                                                       | 1410                                                              | 1416                                        |
| Jakob Flucke/Jacobus Flucke                                                       | OPraed, Weihbischof im Bistum Straßburg (Frankreich)                                                                                | 17. Dezember 1455                                                 | † 1475                                      |
| Thomas                                                                            | Weihbischof in Konstanz, er besuchte Nikolaus von Flüe in Ranft um/vor 1469                                                         | 1469                                                              |                                             |
| Bertrand Alberger Brocaro/Bertrandus Albergerii (Brolard)                         | | 24. September 1481                                                |                                             |
| Bernardino Vacca (de Vachis de Salutis)/Bernardinus de Vacchis de Salutiis        | | 27. November 1489                                                 | † 1510                                      |
| Kaspar Grünwald/Gaspar (Grünwald)                                                 | OPraed, Episcopus Ascalon. & Bethlehemitanus, Weihbischof in Würzburg (Deutschland)                                                 | 7. November 1498                                                  | † 31. Oktober 1512                          |
| Rudolph Heylesdon/Radulfus Heylesdon/Ralph                                        | | 1503                                                              | (1515)                                      |
| Paul Huthen/Paulus Huthen(ne)                                                     | Weihbischof in Mainz (für Erfurt), Weihbischof in Würzburg                                                                          | 19. Januar 1509                                                   | † 28. April 1532                            |
| Johann Spyser/Joannes Spiser                                                      | Weihbischof im Bistum Konstanz | 24. Januar 1518                                                   | 31. Juli 1518 (Resignation)                 |
| Pierre de Albo/Petrus de Albo                                                     | | 23. Juli 1518                                                     |                                             |
| Melchior Fattlin/Melchior Vaeltin (Feldtlius)                                     | Weihbischof im Bistum Konstanz | 5. November 1518                                                  | † 25. Oktober 1548                          |
| Janos de Tholde/Joannes Toldus (de Tholde)                                        | | 19. Juni 1525                                                     |                                             |
| William Duffy/Guilelmus Duffid (Duffylo)                                          | OMin, Weihbischof im Bistum Saint Asaph (Wales), 1535 Weihbischof im Bistum York                                                    | 10. Juli 1531                                                     |                                             |
| Maternus Pistor (Bäcker)/Martinus vel potius Maternus                             | Weihbischof im Bistum Mainz (für Erfurt)                                                                                            | 19. Januar 1534 (ernannt, aber nicht mehr geweiht)                | † 5. September 1534                         |
| Jakob Eliner/Johann Jakob Eliner                                                  | Weihbischof in Konstanz | 19. Januar 1551 (präkonisiert)/10. Mai 1551 (Ordination)          | † 14. April 1574                            |
| Wolfgang Westermeyer/Wolfgangus Westermegger (vel potius: Westermeyer)            | Weihbischof im Bistum Mainz (für Erfurt)                                                                                            | 5. Oktober 1551                                                   | † 31. Mai 1568                              |
| Petrus de Coderos                                                                 | | 10. Februar 1570                                                  |                                             |
| Balthasar Wurer/Balthasar Wores                                                   | Weihbischof im Bistum Konstanz (Deutschland)                                                                                        | 28. Juli 1574 (Präkonisation)/26. September 1574 (Ordination)     | 1598/† 9. Februar 1606                      |
| Nikolaus ElgardNicolaus Elgardi                                                   | Weihbischof im Bistum Mainz (für Erfurt)                                                                                            | 3. Juni 1577 (Präkonisation)/2. Februar 1578 (Ordination)         | † 11. August 1587                           |
| Valentin Mohr, genannt AethiopsValentinus abbas mon. ss. Petri et Pauli Erforden. | OSB, Abt des Benediktinerklosters auf dem Petersberg bei Erfurt, Weihbischof im Bistum Mainz (für Erfurt)                           | 31. Juli 1606 (Präkonisation)/8. Juli 1607 (Ordinaton)            | † 21. Oktober 1608                          |
| Cornelius Gobelius                                                                | Weihbischof im Bistum Mainz | 14. Dezember 1609 (Präkonisation)/20. September 1610 (Ordination) | † 5. Juni 1611                              |
| Christoph Weber/Christophorus Weber                                               | Weihbischof im Bistum Mainz (für Erfurt)                                                                                            | 8. Februar 1616 (Präkonisation)/4. Mai 1616 (Ordination)          | † 21. Mai 1633                              |
| Jerónimo González/Hieronymus Gonzalez                                             | Weihbischof im Bistum Plasencia (Spanien)                                                                                           | 26. Oktober 1622                                                  |                                             |
| Heinrich Wolther von Strevesdorff/Woltherus Henricus Streverdorf                  | OESA. seit 1635 Weihbischof in Erfurt, seit 1644 Weihbischof in Mainz, seit 1658 auch Weihbischof in Köln, Weihbischof in Würzburg? | 1. Oktober 1634 (Präkonidation)/7. Januar 1635 (Ordination)       | † 7. Mai 1674                               |
| Francisco Garcia Mendes/Franciscus Garcia Mendes                                  | SJ, Koadjutorerzbischof von Cranganore (Angamala) (Indien), 1641 Erzbischof von Crangonore                                          | 23. Juni 1636 (Präkonisation)/1. November 1637 (Ordination)       | 2. Dezember 1641                            |
| François Deydier                                                                  | MEP, Apostolischer Vikar von Ost Tonking (Vietnam)                                                                                  | 25. November 1678 (Präkonisation)/21. Dezember 1682 (Ordination)  | † 1. Juli 1693                              |
| Álvaro Benavente                                                                  | OESA. Apostolischer Vikar von Kiam-Si (China)                                                                                       | 20. Oktober 1698 (Präkonisation)/30. Mai 1700 (Ordination)        | † 20. März 1709                             |
| Dominique-Marie Varlet                                                            | Koadjutorbischof von Bagdad (Irak), wurde 1719 zum Bischof von Bagdad ernannt                                                       | 17. September 1718 (Präkonisation)/19. Februar 1719 (Ordination)  | 20. Februar 1719                            |
| Joannes Maria d'Herbain                                                           | Weihbischof im Bistum Trier | (1751)                                                            |                                             |
| Gioacchino Maria Pontalti                                                         | OCarm, emeritierter Bischof von Hvar (Kroatien)                                                                                     | 13. April 1767(Präkonisation)                                     | † 19. Juli 1772                             |
| Franz Maria Karl Cajetan von Firmian/Franz Karl Maria Cajetan von Firmian         | Weihbischof im Bistum Passau (Deutschland)                                                                                          | 20. Dezember 1773 (Präkonisation)/16. Januar 1774 (Ordination)    | † 17. August 1776                           |
| Jean-Marie Cuchot d’Herbain                                                       | 1778 Weihbischof im Bistum Trier (Deutschland)                                                                                      | 30. März 1778 (Präkonisation)/31. Mai 1778 (Ordination)           | † 31. Oktober 1801                          |
| Pasquale Giusti                                                                   | Weihbischof im Bistum Caserta | 2. Oktober 1826 (Präkonisation)/12. November 1826 (Ordination)    |                                             |
| Ignazio de Bisogno                                                                | Weihbischof im Bistum Neapel | 28. September 1849 (Präkonisation)/16. Dezember 1849 (Ordination) | † 1865                                      |
| Johann Gabriel Louis Léon Meurin                                                  | SJ, Apostolischer Vikar von Bombay (Indien), wurde 1887 zum Titularerzbischof von Nisibis ernannt                                   | 4. Juni 1867 (Präkonisation)/2. Februar 1868 (Ordination)         | 15. September 1887                          |
| Domenico Maria Valensise                                                          | Koadjutorbischof von Nicastro (Italien), 1891 zum Bischof von Nicastro ernannt                                                      | 1. Juni 1888 (Präkonisation)/10. Juni 1888 (Ordination)           | 7. März 1891                                |
| Francis Edward Joseph Mostyn                                                      | Apostolischer Vikar von Wales (Großbritannien), 1898 zum Bischof von Menevia ernannt                                                | 4. Juli 1895 (Präkonisation)/14. September 1895 (Ordination)      | 14. Mai 1898                                |
| Alejandro Cañál                                                                   | OP, Apostolischer Vikar von Amoy (China)                                                                                            | 23. November 1898 (Präkonisation)                                 | 23. November 1898 (nicht in Kraft getreten) |
| Luigi Finoja                                                                      | Koadjutorbischof von Catanzaro (Italien), 1900 zum Bischof von Catanzaro ernannt                                                    | 19. September 1899 (Präkonisation)/8. Oktober (Ordination)        | 2. Juni 1900                                |
| Giovanni Régine                                                                   | wurde am 4. Oktober 1902 zum Bischof von Nicastro ernannt                                                                           | 9. Juni 1902 (Präkonisation)/11. Juni (Ordination)                | 4. Oktober 1902                             |
| Isidoro Badía y Sarradel                                                          | Weihbischof in Toledo Apostolischer Administrator von Barbastro (Spanien), 1917 zum Bischof von Tarazona ernannt                    | 26. Januar 1903(Präkonisation)/17. Mai 1903 (Ordination)          | 27. Juni 1917                               |
| Wojciech Stanisław Owczarek                                                       | Weihbischof in Włocławek (Kujawy, Kalisze) (Polen)                                                                                  | 29. Juli 1918 (Präkonisation)/10. November 1918 (Ordination)      | † 30. September 1938                        |
| Paul-Laurent-Jean-Louis Mazé                                                      | SSCC, Apostolischer Vikar von Tahiti (Französisch-Polynesien), 1966 zum Erzbischof von Papeete ernannt                              | 8. November 1938 (Präkonisation)/30. April 1939 (Ordination)      | 21. Juni 1966                               |